# Sergei Iwanowitsch Lomanow
Sergei Iwanowitsch Lomanow (russisch Сергей Иванович Ломанов; * 22. Mai 1957 in Krasnojarsk, Russische SFSR, Sowjetunion) ist ein ehemaliger sowjetischer Bandyspieler und -trainer.

## Karriere
Lomanow begann seine Karriere bei HK Jenissei Krasnojarsk in seiner Geburtsstadt. Mit Krasnojarsk konnte er zehnmal die Meisterschaft der UdSSR gewinnen. In der höchsten Liga der UdSSR absolvierte er 330 Spiele und schoss dabei 582 Tore. In den 1980er Jahren wurde er zum festen Bestandteil der sowjetischen Nationalmannschaft, mit der er bei Weltmeisterschaften fünf Gold-, zwei Silber- und eine Bronzemedaille gewann. 1989 wechselte er nach Schweden zum Verein IK Sirius aus Uppsala. Dort blieb er bis 1995, ehe er für eine Saison nochmal nach Krasnojarsk zu Jenissei zurückkehrte.
Nach seiner Karriere als Aktiver arbeitete er unter anderem als Trainer von Dynamo Moskau und Jenissei Krasnojarsk. 2006/07 arbeitete er auch für das russische Nationalteam, mit dem er auch den WM-Titel gewann.
Er ist der Vater von Sergei Sergejewitsch Lomanow (* 1980), der ebenfalls Nationalspieler war.

## Erfolge

### Als Spieler
- Weltmeisterschaften:
  - 1. Platz (5×): 1977, 1979, 1985, 1989 und 1991
  - 2. Platz (2×): 1981 und 1983

- UdSSR-Meisterschaften:
  - 1. Platz (10×): 1980, 1981, 1982, 1983, 1984, 1985, 1986, 1987, 1988 und 1989
  - 3. Platz (1×): 1978

- Pokal der UdSSR:
  - 1. Platz (1×): 1984

- Europapokal:
  - 1. Platz: 1980, 1983, 1986, 1987 und 1988

- World Cup:
  - 1. Platz (3×): 1982, 1984 und 1992

- Europeans Super Cup:
  - 1. Platz (1×): 1984

- Aluminium-Cup:
  - 1. Platz (1×): 1988

- Stockholm-Cup:
  - 1. Platz (2×): 1991 und 1992

### Als Trainer
- Weltmeisterschaften:
  - 1. Platz (1×): 2007

- Russische Meisterschaften:
  - 1. Platz (1×): 2001